# Ribes ruizii
Ribes ruizii är en ripsväxtart som beskrevs av Alfred Rehder. Ribes ruizii ingår i släktet ripsar, och familjen ripsväxter. Inga underarter finns listade i Catalogue of Life.